# The Lady Barbers
The Lady Barbers è un cortometraggio muto del 1910. Il nome del regista non viene riportato nei credit del film che era distribuito in sala come split reel.

## Produzione
Il film fu prodotto dalla Selig Polyscope Company.

## Distribuzione
Distribuito dalla General Film Company, il film - un cortometraggio di 85 metri - uscì nelle sale cinematografiche statunitensi il 7 novembre 1910. Nelle proiezioni, veniva programmato con il sistema dello split reel, accorpato in un'unica bobina con un altro cortometraggio prodotto dalla Selig, la commedia The Bachelor.